# Marguerite Nyssens
Pour les articles homonymes, voir Nyssens.
Marguerite Nyssens est une femme d'œuvre belge, née à Anvers le 2 octobre 1858 et morte le 7 octobre 1947 à Bruxelles. 
Marguerite Nyssens a consacré sa vie à plusieurs œuvres caritatives ; ses activités étaient principalement centrées sur Bruxelles. 

## Biographie
Marguerite Louise Marie Nyssens est née le 2 octobre 1858 en Belgique, plus précisément à Anvers. Fille de Gustave-Adolphe Nyssens lors de son premier mariage avec Cécile Michaux, Marguerite Nyssens est née dans une fratrie de cinq enfants. Elle a deux frères et deux sœurs. Elle est la troisième à venir au monde. Ses aînés sont Louis Nyssens et Emilie Nyssens et ses cadets sont Jules Nyssens et Lucie Marie Nyssens.
La mère de Marguerite Nyssens, Cécile Michaux (qui est née à Vilvoorde le 31 mai 1832) est décédée quand Marguerite avait 4 ans (à Anvers le 6 décembre 1862).
À la suite de la mort de sa mère, son père, Gustave-Adolphe Nyssens (né à Lokeren le 30 août 1820), s’est remarié deux fois. Gustave-Adolphe Nyssens est un chevalier de l'ordre de Léopold II, ancien conseiller communal libéral à Anvers, propriétaire d'une firme d'import-export de tabac, puis en 1874 d'une indiennerie[Quoi ?] à Anderlecht. Il meurt le 26 juillet 1901 à Bruxelles.
Joséphine Keelhoff-Nyssens (née le 4 avril 1833 à Lokeren et décédée le 14 mars 1917 à Neerhaeren) entraîna Marguerite, sa nièce dans le militantisme antialcoolique : elles fondent ensemble l'Union des femmes belges contre l'alcoolisme.
Maria Hettema-Nyssens, sa cousine, est née en 1888 et elles remettent ensemble sur pied, après la Première Guerre mondiale, en 1919, l'Union des Femmes belges contre l'Alcoolisme.
Marguerite Nyssens reste célibataire toute sa vie, en se consacrant à l'action philanthropique. 
Elle meurt le 7 octobre 1947 à Bruxelles, à l'âge de 89 ans.

## Vie militante

### Militantisme contre l'alcoolisme
En 1899, Marguerite Nyssens devient une des membres fondatrices de l'Union des femmes belges contre l’alcoolisme. Elle crée cette association avec l'aide d'autres femmes de la famille Nyssens : Joséphine Keelhoff-Nyssens, Anne-Louise Nyssens-Guillaumot, Antonia Nyssens-Van Dreveldt et Maria Hettema-Nyssens. Elles créent cette association dans « un contexte social de crise » et l'Union des femmes belges contre l'alcoolisme « s'inscrit pleinement dans la croisade de remoralisation censée enrayer les désordres sociaux ». L'Union des femmes belges contre l'alcoolisme est principalement fondée et dirigée par des femmes qui ne se consacrent que très peu sur l'alcoolisme féminin et l'alcoolisme des classes aisées mais dont le but premier est de lutter contre l'alcoolisme des hommes du peuple et surtout protéger les femmes des violences de leurs maris.
Marguerite Nyssens entre dans le comité de l'Union des femmes belges contre l'alcoolisme en 1901 et en devient secrétaire en 1914. Elle remet sur pied l'Union des femmes belges contre l'alcoolisme avec l'aide de Marie Henttema-Nyssens. Marguerite Nyssens retrouve son poste de secrétaire après la Première Guerre mondiale et demeure active dans l'Union des femmes belges contre l'alcoolisme jusqu'en 1940.
L'Union apparaît comme « un fief de la famille Nyssens », puisque « la présidence sera toujours aux mains d'une dame Nyssens, à une exception près ».

### Militantisme féministe

#### L'Œuvre de la Croix verte
Marguerite Nyssens devient d'abord secrétaire de l'Œuvre de la Croix verte et ensuite, elle en devient présidente vers 1905. Cette œuvre a été créée en 1898 par Henry Dunant et est une association de placement pour travailleurs qui est affiliée au Conseil national des femmes belges. La Croix verte sera une des associations qui fondent l'Office central de documentation féminine en 1909. La Croix verte cesse d’exister après 1918.

#### Lyceum Club de Belgique
Marguerite Nyssens rejoint le Lyceum Club de Belgique en 1908, dès sa fondation. Par la suite, elle devient « un membre du comité du Lyceum Club de Belgique en 1923 » avec l'aide de Marie Parent, de Louise van den Plas et de Jane Brigode. Le Lyceum Club de Belgique est un cercle de rencontre féminine qui avait pour but la consécration aux sciences, à la littérature, à l'art et aux œuvres sociales mais aussi à la rencontre des femmes belges et étrangères. 

#### Union patriotique des femmes belges
Marguerite Nyssens rejoint l'Union patriotique des femmes belges durant la Première Guerre mondiale. Elle est présente dans le comité consultatif et dans le comité de collaborations de l'Union patriotique des femmes belges. Cette union est une association de femmes qui naît le 8 aout 1914, à la suite de l'ultimatum allemand contre la Belgique. Son objectif est de combattre le chômage et plus particulièrement le chômage des femmes. Marguerite Nyssens reste impliquée dans l'Union patriotique des femmes belges, qui devient en 1926, une association sans but lucratif, après la Première Guerre mondiale.
Marguerite Nyssens reste membre de l'Union patriotique des femmes belges jusqu'au début de la Seconde Guerre mondiale mais sans faire partie d'un comité. Il en est de même pour le Lyceum Club de Belgique où, elle renonce à sa place dans le comité mais reste membre de l’association.

#### Alliance belge des femmes pour la paix par l'éducation
En février 1925, Marguerite Nyssens est appelée par Eugénie Hamer dans le but de relancer la section bruxelloise de l'Alliance belge des femmes pour la paix par l'éducation mais cette tentative est sans grand succès. Cette section a été ouverte en 1912 à Bruxelles. L'Alliance belge des Femmes pour la Paix par l'Éducation est une société féminine de propagande pacifiste dont la création date de 1906. Néanmoins, il est possible que Marguerite Nyssens n'ait pas fait partie de cette section bruxelloise, et qu'elle aurait plutôt fait partie du comité de l'Alliance à Anvers.

### Militantisme autre
Conjointement à la Croix verte, Marguerite Nyssens crée, en 1898, l'Œuvre du Drap de lit, dont le comité est composé de deux de ses sœurs et belles-sœurs et Marguerite Nyssens en est la présidente. Elle a créé cette œuvre dont le but est essentiellement de distribuer des draps et des layettes mais aussi d'organiser des fêtes pour enfants. Grâce à cette association, Marguerite Nyssens obtient la médaille du Mérite français pour ses exploits durant la période de la Première Guerre mondiale.
Marguerite Nyssens poursuit ses actions durant l'Entre-deux-guerres et participe aux Expositions Internationales de l'Enfant, qui se déroulent à Bruxelles, entre 1928 et 1931 grâce à l'Œuvre du Drap de lit et à l'Union des femmes belges contre l'alcoolisme.

## Résumé des œuvres caritatives
| Unions des femmes belges contre l’Alcoolisme              | Membre fondatrice de l'Union en 1899 Membre du comité de l'Union en 1901 Secrétaire du comité en 1914   |
| Œuvres de la Croix verte                                  | Secrétaire et puis présidente vers 1905                                                                 |
| Œuvres du draps de lits                                   | Présidente                                                                                              |
| Lyceum Club de Belgique                                   | Membre dès sa fondation Membre du comité en 1923 avec Marie Parent, Louise van den Plas et Jane Brigode |
| Union patriotique des femmes belges                       | Membre durant la Première Guerre Mondiale Membre du comité consultatif et du comité de collaborations   |
| L’alliance belges des femmes pour la paix par l’éducation | Membre mais possibilité d'avoir été membre du comité de la section de l'Alliance à Anvers               |

## Distinctions
Marguerite Nyssens a suivi le chemin de son père en étant chevalier de l'ordre de Léopold II et elle est détentrice d’une Médaille de la Reconnaissance française (1914-1918).